# Arene carinata
Arene carinata is een slakkensoort uit de familie van de Areneidae. De wetenschappelijke naam van de soort is voor het eerst geldig gepubliceerd in 1857 door Carpenter.